# Ulica Wszystkich Świętych we Wrocławiu

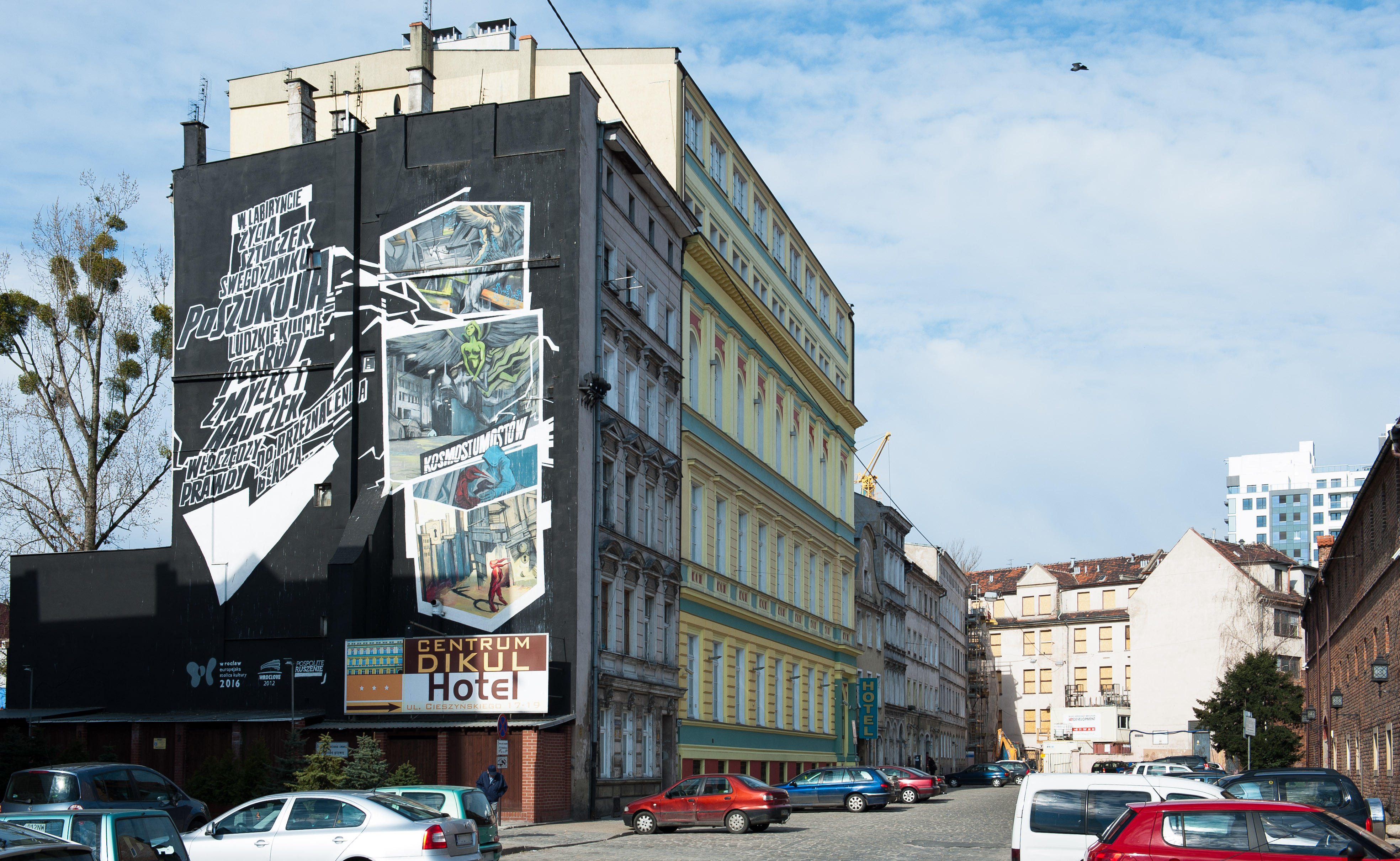
ul. A. Cieszyńskiego, w tle pierzeja zachodnia ulicy Wszystkich Świętych.

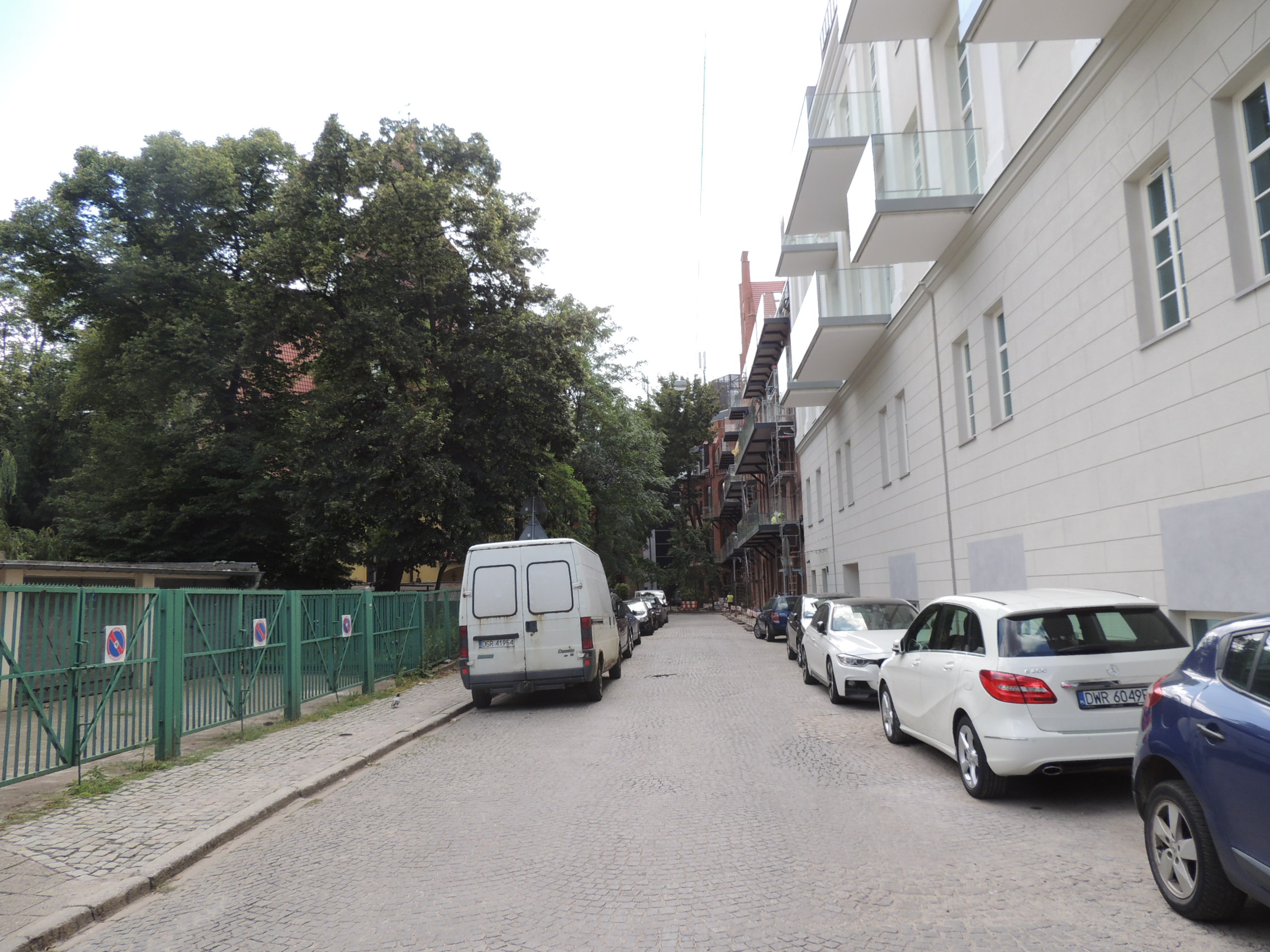
ul. Wszystkich Świętych.

Ulica Wszystkich Świętych – ulica położona we Wrocławiu na Starym Mieście. Łączy ulicę Świętego Mikołaja z ulicą Antoniego Cieszyckiego. Ma 219 m długości.

## Historia
Pierwotnie w okolicy znajdował się cmentarz św. Barbary z kaplicą. Istniała też w pobliżu strzelnica, następnie w połowie XV wieku zamieniona na obiekt fortyfikacyjny typu bastejowego, w miejscu którego w 1526 r. zbudowano szpital. W latach 1544–1551 przystąpiono do rozbudowy systemu fortyfikacji miejskich w systemie włoskim poprzez budowę bastionów. W północno-zachodnim narożniku linii murów miejskich, na tyłach szpitala Wszystkich Świętych, powstał Bastion Kleszczowy, którego zadaniem była obrona murów aż po Bramę Mikołajską i zachodniego odcinka nabrzeża Odry.
Sam cmentarz oddzielony był on od ulicy św. Mikołaja murem, który został rozebrany w 1825 r. Wtedy powstałą ulica, którą nazwano do istniejącego już wówczas kościoła – An der Barbarakirche. Od 1963 r. kościół stał się prawosławną katedrą Przenajświętszej Bogurodzicy.
Podczas oblężenia Wrocławia w 1945 r. w wyniku prowadzonych działań wojennych zabudowa tego rejonu miasta uległa znacznemu zniszczeniu bądź uszkodzeniu. Po wojnie sama ulica została skrócona. Biegła od ulicy św. Mikołaja w kierunku północnym i stanowiła ślepą uliczkę kończącą się przed terenem Szpitala Wojewódzkiego im. Babińskiego, który wchłonął północy odcinek ulicy, bowiem powstały tu dla jego potrzeb obiekty techniczne, takie jak między innymi budynek kuchni i pralni. W tamtym czasie łączyła się w swoim biegu jedynie z ulicą św. Barbary. Od 1969 r. ulica została zamknięta dla ruchu kołowego na podstawie uchwały podjętej przez Radę Narodową 15 stycznia 1969 r..
Obecnie przywrócono ulicę dla ruchu kołowego i pieszego na całej długości.

## Nazwy
W swojej historii ulica nosiła następujące nazwy: 
- An der Barbarakirche, od 1825 r. do 1945 r.[3][4][14]
- Wszystkich Świętych, od 1945 r.[2][3][4][14].

Pierwotna nazwa ulicy An der Barbarakirche nawiązuje do położonej tu świątyni pw. św. Barbary, co w tłumaczeniu na język polski oznacza „Przy kościele św. Barbary”. Późniejsza nazwa odnosi się do szpitala Wszystkich Świętych, po 1945 r. Wojewódzki Szpital im. Józefa Babińskiego, obecnie nieużytkowany (przebudowa przez I2 Development), którego budynki tworzą pierzeję zachodnią ulicy. Współczesna nazwa ulicy została nadana przez Zarząd Miejski i ogłoszona w okólniku nr 94 z 20.12.1945 r..

## Układ drogowy
Do ulicy przypisana jest droga gminna o długości 219 m klasy dojazdowej.
Ulice i place powiązane z ulicą Wszystkich Świętych:
- skrzyżowanie: ulica św. Mikołaja[1][2][17]
- włączenie do drogi publicznej: ulica św. Barbary[1]
- skrzyżowanie: ulica Antoniego Cieszyńskiego[1][2][18]

## Zabudowa i zagospodarowanie
Zachodnią pierzeję stanowią budynki dawnego szpitala Wszystkich Świętych, później Szpitala Wojewódzkiego im. J. Babińskiego, a obecnie zespół budynków mieszkalno-usługowych. Tylko na początku jej biegu przy ulicy św. Mikołaja znajduje się zabytkowa kamienica, obecnie użytkowana dla potrzeb plebanii i lokali usługowo-handlowych. Wschodnia pierzeja to przede wszystkim Katedra Polskiego Autokefalicznego Kościoła Prawosławnego Narodzenia Przenajświętszej Bogurodzicy z okalającym ją terenem, dalej na północ zabudowa mieszkalna przy ul. św. Barbary, zabudowa dawnej stołówki i pralni szpitalnej obecnie użytkowana dla potrzeb prowadzonej działalności gospodarczej i na północnym krańcu ulicy początek zabudowy południowej pierzei ulicy Antoniego Cieszyckiego.

## Ochrona i zabytki
Obszar, na którym położona jest ulica Wszystkich Świętych, podlega ochronie w ramach zespołu urbanistycznego Starego Miasta z XIII-XIX wieku, wpisanego do rejestru zabytków pod nr. rej.: 196 z 15.02.1962 oraz A/1580/212 z 12.05.1967 r.. Inną formą ochrony tych obszarów jest ustanowienie historycznego centrum miasta, w nieco szerszym obszarowo zakresie niż wyżej wskazany zespół urbanistyczny, jako pomnik historii  . Samo miasto włączyło ten obszar jako cenny i wymagający ochrony do Parku Kulturowego "Stare Miasto", który zakłada ochronę krajobrazu kulturowego oraz uporządkowanie, zachowanie i właściwe kształtowanie krajobrazu kulturowego i historycznego charakteru najstarszej części miasta .
Przy ulicy i w najbliższym sąsiedztwie znajdują się następujące zabytki:
| obiekt, położenie | powstanie, nr rej. | foto |
| --- | --- | ---- |
| Kamienica, obecnie budynek plebanii Polskiego Autokefalicznego Kościoła Prawosławnego Narodzenia Przenajświętszej oraz handlowo-usługowy ulica św. Mikołaja 40                                                                   | 1 poł. XVII w., 1690 r., po 1945 r. XVII i XIX wiek A/3147/96 z dn. 12.02.1962 |      |
| Kaplica cmentarna parafii św. Elżbiety pw. św. Feliksa i Adaukta, następnie kościół pw. św. Barbary, ob. Katedra Polskiego Autokefalicznego Kościoła Prawosławnego Narodzenia Przenajświętszej Bogurodzicy ulica św. Mikołaja 40 | wzm. 1268 r., l. 1400-1417 (odb- i rozbudowa), 1448 – konsekracja, XVI-XVII w., 1704, 1868-1869 i 1897 (remonty), 1945 r. zniszczony, l. 1947-1948 i 1964-1967 (odbudowa), od 1966 r. - remonty XIII, XV-XVI wiek 11 z 27.11.1947 r. 288/15 z dn. 23.10.1961. |      |
| Zespół Szpitala Wszystkich Świętych, po 1945 r. Wojewódzki Szpital im. Józefa Babińskiego, ob. nieużytkowany (przebudowa przez I2 Development) plac Jana Pawła II 8                                                              | 1526 r. (brama wodna), l. 1799-1801, l. 1821-1823, 1856 r., 1869 r., l. 1901-1902, l. 1935-1936 gez, mpzp 1776-1936, A/5945/1-7 z 2.12.2014 r. |      |